# Втрати окремого комендантського полку Донецька (РФ, Донбас)
У статті наведено подробиці втрат ОКП Донецька,  збройного формування 1-го армійського корпусу окупаційних військ РФ на Донбасі.

## Війна на Донбасі
| п/п | Прізвище, ім'я, по-батькові       | Звання, посада | Дата народження | Дата смерті | Місце смерті |
| --- | --------------------------------- | -------------- | --------------- | ----------- | ------------ |
| 1.  | Кневець Анатолій Михайлович       | майор          | 22.12.1974      | 31.07.2014  | Шахтарськ    |
| 2.  | Міщенко Андрій Сергійович         | рядовий        | 16.07.1984      | 31.07.2014  | Шахтарськ    |
| 3.  | Соломін Сергій Володимирович      | рядовий        | 06.10.1973      | 13.09.2014  | Фащівка      |
| 4.  | Цокуров Андрій Юрійович           |                | 09.12.1986      | 14.09.2014  | Донецьк      |
| 5.  | Крещановський Іван Сергійович     |                | 15.02.1983      | 21.07.2016  |              |
| 6.  | Колесник Мішель Геннадійович      |                | 18.05.1987      | 04.03.2017  | Зайцеве      |
| 7.  | Веретельников Євген Володимирович |                | 28.09.1970      | 24.09.2017  |              |
| 8.  | Раткевич Анатолій Леонтьєвич      |                | 23.08.1950      | 14.01.2018  |              |
| 9.  | Подгорецький Сергій Михайлович    |                | 25.07.1992      | 17.05.2019  | Соснівське   |
| 10. | Гнезділов Валерій Олексійович     |                | 30.07.1997      | 05.07.2019  | Зайцеве      |
| 11. | Сааков Руслан Олександрович       | підполковник   | 19.06.1975      | 19.08.2020  |              |
| 12. | Нестеров Єгор Володимирович       | майор          | 20.03.1969      | 31.08.2020  | Тавричеське  |
| 13. | Чумаков Ігор Олександрович        | лейтенант      | 28.09.1974      | 29.10.2020  |              |
| 14. | Покотілов Андрій Валентинович     |                | 09.04.1988      | 24.09.2021  | Бетманове    |

## Російське вторгнення в Україну (з 2022)
| п/п | Прізвище, ім'я, по-батькові  | Звання, посада    | Дата народження | Дата смерті | Місце смерті |
| --- | ---------------------------- | ----------------- | --------------- | ----------- | ------------ |
| 1.  | Міхеєв Андрій Андрійович     |                   | 30.05.1993      | 18.05.2022  | Маріуполь    |
| 2.  | Мозговий Геннадій Леонідович | старший лейтенант | 18.03.1962      | 25.07.2022  |              |